# Deutsche Vereinigung für Politikwissenschaft
Die Deutsche Vereinigung für Politikwissenschaft (DVPW, bis Ende 2016 Deutsche Vereinigung für Politische Wissenschaft) ist ein wissenschaftlicher Fachverband von Politologen, die in Forschung und Lehre tätig sind. Die Vereinigung mit Sitz in Berlin hat das Ziel, die Weiterentwicklung der Politikwissenschaft zu fördern. Die DVPW wurde 1951 gegründet und hat die Rechtsform eines nicht rechtsfähigen Vereins. Im Mai 2020 hatte der Verband über 1850 Mitglieder.
1983 kam es zur Spaltung der Organisation, welche die Gründung der stärker forschungsorientierten, wesentlich kleineren Deutschen Gesellschaft für Politikwissenschaft (DGfP) nach sich zog. Von 2003 bis 2012 vergab die DVPW alle drei Jahre den nach Theodor Eschenburg benannten Theodor-Eschenburg-Preis.

## Organisation

### Mitgliedschaft
Mitglied kann jede Person werden, die einen Master-Abschluss (oder äquivalent) in der Politikwissenschaft oder einer Nachbardisziplin hat und in wissenschaftlicher Lehre oder Forschung politikwissenschaftlich tätig ist, beispielsweise als wissenschaftlicher Mitarbeiter an einer Universität oder einem Forschungsinstitut oder nachgewiesen durch eine politikwissenschaftliche Publikation bei einem Journal oder Verlag.
Hochschulabsolventen oder Studierende eines M.A.-Studiengangs mit politikwissenschaftlicher Ausrichtung können einen Antrag auf Schnuppermitgliedschaft stellen.

### Vorstand
Vorsitzender der DVPW ist Michael Koß, seine Stellvertreter sind Janne Mende und Markus Tepe.

### Ehemalige Vorsitzende
- Diana Panke (2021–2024)
- Armin Schäfer (2018–2021)
- Ferdinand Müller-Rommel (2016–2018)
- Armin Schäfer (2015–2016) (interim)
- Gabriele Abels (2012–2015)
- Hubertus Buchstein (2009–2012)
- Suzanne S. Schüttemeyer (2006–2009)
- Klaus Dieter Wolf (2003–2006)
- Jürgen Falter (2000–2003)
- Christine Landfried (1997–2000)
- Michael Th. Greven (1994–1997)
- Gerhard Lehmbruch (1991–1994)
- Beate Kohler-Koch (1988–1991)
- Hans-Hermann Hartwich (1983–1985; 1985–1988)
- Manfred Hättich (1981–1983)
- Thomas Ellwein (1977–1979; 1979–1981)
- Udo Bermbach (1975–1977)
- Klaus von Beyme (1973–1975)
- Winfried Steffani (1971–1973)
- Eugen Kogon, Winfried Steffani, Udo Bermbach (1970–1971) (interim)
- Hans Maier (1969–1970)
- Eugen Kogon (1967–1969)
- Karl Dietrich Bracher (1965–1967)
- Gilbert Ziebura (1964–1965) (interim)
- Siegfried Landshut (1964)
- Dolf Sternberger (1961–1963)
- Otto Heinrich von der Gablentz (1959–1961)
- Theodor Eschenburg (1956–1958; 1958–1959)
- Alexander Rüstow (1951–1954; 1954–1956)

### Struktur
Der Verein ist in elf Sektionen untergliedert:

#### Sektion „EntwicklungstheorieundEntwicklungspolitik“
- Antje Busch, RWTH Aachen
- Cord Jakobeit, Universität Hamburg
- Philipp Lepenies, Otto-Suhr-Institut an der Freien Universität Berlin
- Franziska Müller, Universität Kassel
- Hannes Warnecke, Universität Leipzig
- Aram Ziai, Universität Kassel

#### Sektion „Internationale Beziehungen“
- Matthias Kranke, Universität Kassel
- Simon Koschut, Zeppelin Universität Friedrichshafen
- Elvira Rosert, Institut für Friedensforschung und Sicherheitspolitik an der Universität Hamburg
- Tanja Börzel, Otto-Suhr-Institut an der Freien Universität Berlin

#### Sektion „Methoden der Politikwissenschaft“
- Sabrina Mayer, Deutsches Zentrum für Integrations- und Migrationsforschung
- Arndt Leininger, Technische Universität Chemnitz
- Vera E. Troeger, Universität Hamburg

#### Sektion „Policy-AnalyseundVerwaltungswissenschaft“
- Simon Fink, Georg-August-Universität Göttingen
- Daniel Rasch, Deutsche Universität für Verwaltungswissenschaften Speyer
- Sylvia Veit, Universität Kassel
- Camilla Wanckel (Vertreterin des Forums Junge Staats-, Policy- und Verwaltungsforschung), Universität Potsdam

#### Sektion „Politik und Geschlecht“
- Jeanette Ehrmann, Humboldt-Universität zu Berlin
- Mareike Gebhardt, Westfälische Wilhelms-Universität Münster
- Katharina Mosene, Leibniz-Institut für Medienforschung │Hans-Bredow-Institut (HBI)
- Inga Nüthen, Universität Marburg

#### Sektion „Politische Ökonomie“
- Björn Bremer, MPIfG Köln
- Lea Elsässer, WWU Münster / Universität Duisburg-Essen
- Thomas Rixen, Otto-Suhr-Institut an der Freien Universität Berlin

#### Sektion „Politische Soziologie“
- Isabelle Borucki, Universität Duisburg-Essen
- Priska Daphi, Universität Bielefeld
- Martin Elff, Zeppelin Universität Friedrichshafen
- Katharina van Elten, Ruhr-Universität Bochum

#### Sektion „Politische Theorie und Ideengeschichte“
- Peter Niesen, Universität Hamburg (Sprecher)
- Thomas Biebricher, Copenhagen Business School
- Martin Nonhoff, Universität Bremen
- Franziska Martinsen, Leibniz Universität Hannover
- Eva Marlene Hausteiner, Rheinische Friedrich-Wilhelms-Universität Bonn

#### Sektion „Politikwissenschaft undPolitische Bildung“
- Rico Behrens, Katholische Universität Eichstätt-Ingolstadt
- Christian Meyer-Heidemann, Christian-Albrechts-Universität zu Kiel
- Andrea Szukala, Westfälische Wilhelms-Universität Münster (Sprecherin)

#### Sektion „Regierungssystemund Regieren in der Bundesrepublik Deutschland“
- Michael Koß, Leuphana Universität Lüneburg
- Marion Reiser, Friedrich-Schiller-Universität Jena
- Julia Schwanholz, Universität Duisburg-Essen
- Christian Stecker, Technische Universität Darmstadt

#### Sektion „Vergleichende Politikwissenschaft“
- Norma Osterberg-Kaufmann, Humboldt-Universität zu Berlin
- Stefan Wurster, Hochschule für Politik München
- Christina Weissenbach, Universität Duisburg-Essen

Neben den Sektionen gibt es 26 Arbeitskreise und elf Themengruppen (Stand Juni 2022).

## Aktivitäten

### Kongresse und Tagungen
Alle drei Jahre organisiert die DVPW einen großen wissenschaftlichen Kongress. 2024 lautete das Thema „Politik in der Polykrise“, Ort der Tagung war Göttingen vom 24. bis 27. September 2024. Die Tagung 2021 wurde Pandemie-bedingt online zum Thema „Wir haben die Wahl! Politik in Zeiten von Unsicherheit und Autokratisierung“ durchgeführt.
2018 fand er an der Johann Wolfgang Goethe-Universität Frankfurt am Main statt und stand unter dem Titel „Grenzen der Demokratie – Frontiers of Democracy“. Der vorgehende Kongress zum Thema Vorsicht Sicherheit. Legitimationsprobeme der Ordnung von Freiheit fand vom 21. bis 25. September 2015 in Duisburg statt. Die Sektionen, Arbeitskreise und Ad-hoc-Gruppen treffen sich in der Regel ein- bis zweimal im Jahr zu kleineren Tagungen. 
Außerdem veranstalten die drei wissenschaftlichen Fachverbände für Politikwissenschaft DVPW, ÖGPW und SVPW seit 1996 regelmäßig gemeinsame „Drei-Länder-Tagungen“.

### Publikationen
Zu den Publikationen der DVPW gehört die Fachzeitschrift Politische Vierteljahresschrift (PVS) und der DVPW-Rundbrief, der 2015 eingestellt wurde.

### Theodor-Eschenburg-Preis
Von 2003 bis 2012 verlieh die DVPW alle drei Jahre den Theodor-Eschenburg-Preis an Politikwissenschaftler für ihr Lebenswerk. Die Preisverleihung fand im Rahmen ihres großen wissenschaftlichen Kongresses statt. Namensgeber war Theodor Eschenburg, einer der Gründungsväter der bundesrepublikanischen Politikwissenschaft.
Preisträger:
- 2003: Gerhard Lehmbruch
- 2006: Helga Haftendorn
- 2009: Wilhelm Hennis
- 2012: Claus Offe

Im Jahr 2011 wurde durch Archivfunde bekannt, dass Theodor Eschenburg 1938 an der „Arisierung“ einer Fabrik in Berlin beteiligt war. Daraufhin wurde auf dem DVPW-Kongress im September 2012 diskutiert, ob der Theodor-Eschenburg-Preis umbenannt werden sollte. Ein Gutachten, das die DVPW bei einer Mitarbeiterin des DVPW-Vorsitzenden in Auftrag gegeben hatte, empfahl die Umbenennung des Preises. Es entwickelte sich eine heftige Kontroverse über Eschenburgs Rolle im Nationalsozialismus, die unter anderem in Fachzeitschriften sowie in Tages- und Wochenzeitungen geführt wurde (siehe Eschenburg-Debatte). Am 26. Oktober 2013 beschloss die DVPW, den Preis nicht mehr zu verleihen.

### Nachwuchspreis der DVPW für die beste Dissertation
Die DVPW vergibt seit 2002 jährlich einen mit 1000 Euro dotierten Nachwuchspreis für die beste im Vorjahr veröffentlichte politikwissenschaftliche Dissertation. Die ausgezeichneten Arbeiten werden mit einer Laudatio in der Politischen Vierteljahresschrift gewürdigt.
Preisträger:
- 2002: Timm Beichelt
- 2003: Ulrich Schneckener
- 2004: Matthias Bernt
- 2005: Nathalie Behnke
- 2006: Anna Geis
- 2007: Nicole Deitelhoff, Christine Quittkat
- 2008: Daniel Poelchau
- 2009: Matthias Iser
- 2010: Michael Bechtel, Brigitte Weiffen
- 2011: Thorsten Faas
- 2012: Ulrike Klinger
- 2013: Sophia Schubert
- 2014: keine Preisvergabe
- 2015: Patrick A. Mello
- 2016: Cord Schmelzle
- 2017: Julian L. Garritzmann, Philipp Erbentraut
- 2018: keine Preisvergabe
- 2019: Manon Westphal
- 2020: Nabila Abbas, Benjamin G. Engst
- 2021: Jannis Julien Grimm

### Weitere Wissenschaftspreise der DVPW
In den Jahren 2004 bis 2009 verlieh die DVPW Förderpreise für die beste Post-doc-Arbeit, dotiert mit einem Preisgeld von 1000 Euro.
Preisträger:
- 2004: Susanne Lütz für ihr Buch Der Staat und die Globalisierung von Finanzmärkten. Regulative Politik in Deutschland, Großbritannien und den USA
- 2005: Olaf Asbach für sein Buch Staat und Politik zwischen Absolutismus und Aufklärung. Der Abbé de Saint-Pierre und die Herausbildung der französischen Aufklärung bis zur Mitte des 18. Jahrhunderts
- 2006: Klaus Schlichte für sein Buch Der Staat in der Weltgesellschaft. Politische Herrschaft in Asien, Afrika und Lateinamerika
- 2007: Antonius Liedhegener für sein Buch Macht, Moral und Mehrheiten. Der politische Katholizismus in der Bundesrepublik Deutschland und den USA seit 1960
- 2008: Joachim Blatter für sein Buch Governance – theoretische Formen und historische Transformationen;
 Matthias Bohlender für sein Buch Metamorphosen des liberalen Regierungsdenkens: Politische Ökonomie, Polizei und Pauperismus
- 2009: Astrid Lorenz für ihr Buch Verfassungsänderungen in etablierten Demokratien. Motivlagen und Aushandlungsmuster

Außerdem wurden bisher zwei besondere Wissenschaftspreise mit einem Preisgeld von 2000 Euro vergeben:
- 2006: Wissenschaftspreis für eine Arbeit aus dem Bereich der Genderforschung
 Preisträgerin: Barbara Holland-Cunz für ihr Buch Die Regierung des Wissens. Wissenschaft, Politik und Geschlecht in der Wissensgesellschaft
- 2009: Wissenschaftspreis für eine Arbeit aus dem Forschungsbereich „Nachhaltige Politik“
 Preisträger: Philipp H. Pattberg für sein Buch Private Institutions and Global Governance. The New Politics of Environmental Sustainability

## Frauen in der DVPW
Nachdem der Frauenanteil in der DVPW lange Zeit sehr gering war, veränderte sich dies mit steigendem Frauenanteil in der politikwissenschaftlichen Ausbildung seit etwa 1990 langsam. So waren Ende 2008 ca. 26 % aller Mitglieder der Vereinigung Frauen, im September 2015 lag die Quote bei 30,05 %. Diese Zahlen stehen jedoch im Missverhältnis zu dem Anteil der Frauen an den Diplom- und Masterabschlüssen in dieser Disziplin, der 2007 schon bei gut 47 % lag.
Zudem sind unter den vertretenden Frauen weit weniger Professoren und Privatdozenten auszumachen als unter den Männern. Dies liegt vor allem daran, dass die weiblichen Mitglieder der DVPW erheblich jünger als die männlichen sind, wodurch weitere wissenschaftliche Karriereschritte wie die Habilitation noch nicht durchlaufen wurden.
Es ist für Frauen – und Männer – jedoch nur dann sinnvoll, Mitglied der DVPW zu werden, wenn sie politikwissenschaftlich arbeiten. Deshalb wird darauf hingewiesen, dass es besonders wichtig ist, die Geschlechterzusammensetzung des wissenschaftlichen Personals in den politikwissenschaftlichen Instituten dem der Studierenden anzugleichen und die Promotions- und Habilitationquote der Frauen erneut zu steigern. Der DVPW weist scheinbar eine geringe Attraktivität für junge Wissenschaftlerinnen auf; obgleich die Nachwuchsförderung der Vereinigung engagiert betrieben wird, fällt die Frauenförderung eher bescheiden aus. So wird immer wieder vorgeschlagen, dass gezielt Workshops für Nachwuchswissenschaftlerinnen angeboten, die direkte Betreuung von weiblichen Doktorandinnen und der engere Austausch zwischen Doktorandinnen gefördert werden sollten.
Der Arbeitskreis „Politik und Geschlecht“ entstand 1991. Eine Gruppe von Politologinnen ergriff damals die Initiative, eine Vernetzung zwischen politikwissenschaftlich und politisch arbeitenden Frauen in Wissenschaft, politischen Verbänden, Institutionen und Projekten aufzubauen. Kontakte und Austausch zwischen Hochschulfrauen und nicht-institutionell verankerten Frauen- und Geschlechterforscherinnen sowie mit der theoretischen und praktischen Arbeit von Frauenprojekten waren bis dahin selten. Der Arbeitskreis steht in engem Kontakt zum „Netzwerk politikwissenschaftlich und politisch arbeitender Frauen“, zur femina politica. Zeitschrift für feministische Politikwissenschaft und zum „Ständigen Ausschuss für Fragen der Frauenförderung“ (StAFF) der DVPW.

## Belege
1. ↑  Satzung. Abgerufen am 4. Januar 2014. (Memento vom 4. Januar 2014 im Internet Archive)
2. ↑  Ziele. Deutsche Vereinigung für Politische Wissenschaft, archiviert vom Original (nicht mehr online verfügbar) am 18. Februar 2015; abgerufen am 23. Dezember 2014.
3. ↑  Wilhelm Bleek: Geschichte der Politikwissenschaft in Deutschland. C. H. Beck, München 2001, ISBN 3-406-47173-0, S. 363.
4. ↑  Tobias Bartels: Eine Disziplin – zwei Fachgesellschaften!? Ursachen und Hintergründe des Verhältnisses von DVPW und DGfP. In: Wilhelm Knelangen, Tine Stein (Hrsg.): Kontinuität und Kontroverse. Die Geschichte der Politikwissenschaft an der Universität Kiel. Klartext Verlag, Essen 2013, ISBN 978-3-8375-0763-8, S. 481–519.
5. ↑  Mitgliedschaft. Abgerufen am 2. Juni 2022 (deutsch).
6. ↑  DVPW: Vorstand. Abgerufen am 7. November 2024.
7. ↑  Sektionen. (Memento vom 18. Juli 2011 im Internet Archive)
8. ↑  Kongressankündigung auf der Website
9. ↑  Vgl.: Hartwig Hummel, Wilhelm Knelangen: Vorsicht Sicherheit. Legitimationsprobleme der Ordnung von Freiheit. Bericht vom 26. Wissenschaftlichen Kongress der DVPW an der Universität Duisburg-Essen, 21.–25. September 2015. In: Politische Vierteljahresschrift. 57. Jg., Heft 1, 2016, S. 1–10.
10. 1 2 3  Weitere Wissenschaftspreise. Abgerufen am 12. Januar 2022 (deutsch).
11. ↑  Bericht über die den DVPW-Kongress 2012
12. ↑  Hannah Bethke: Theodor Eschenburg in der NS-Zeit. Gutachten im Auftrag von Vorstand und Beirat der DVPW. 3. September 2012.
13. ↑  DVPW verleiht ihren Lebenswerk-Preis nicht weiter. Politologen ziehen Konsequenzen aus der Kontroverse um Theodor Eschenburg Pressemitteilung der DVPW, 27. Oktober 2013 (PDF).
14. ↑  Dissertationspreis. Abgerufen am 12. Januar 2022 (deutsch).
15. ↑  Rundbrief 153 der DVPW, abgerufen am 12. November 2015 (Memento vom 8. August 2016 im Internet Archive)
16. ↑  Helga Ostendorf: Politikwissenschaftlerinnen – Auf Dauer in der Minderheit? In: Politikwissenschaft. Rundbrief der Deutschen Vereinigung für Politische Wissenschaft. Nr. 140, Frühjahr 2009, S. 152–163. (PDF) (Memento vom 13. April 2018 im Internet Archive)
17. ↑  Arbeitskreis für Politik und Geschlecht des DVPW: Der Arbeitskreis. Abgerufen am 2. Juli 2012.

Koordinaten: 52° 16′ 17,4″ N, 8° 2′ 51,4″ O